# 20 août en sport
20 juillet 20 septembre
Chronologies thématiques
- Croisades
- Ferroviaires
- Disney

Le 20 août (232e jour de l'année ou 233e en cas d'année bissextile) en sport.

## Événements

### XIXesiècle
- 1892 :
  - (Football) : à Glasgow, inauguration du stade de Celtic Park, antre du Celtic FC.
- 1898 :
  - (Compétition automobile) : Bordeaux–Biarritz remporté par René Loysel.

### XXesièclede1901à1950
- 1905 :
  - (Compétition automobile) : Coupe des Pyrénées remporté par Marc Sorel sur une De Dietrich.
- 1920 :
  - (Athlétisme) : Frank Foss porte le record du monde du saut à la perche à 4,09 m.
- 1922 :
  - (Athlétisme) : à Paris, la Britannique Mary Lines porte le record du monde féminin du 100 mètres à 12 s 8. Cette marque tiendra quatre ans.
- 1939 :
  - (Compétition automobile) : Grand Prix automobile de Suisse.
- 1949 :
  - (Compétition automobile) : BRDC International Trophy.
- 1950 :
  - (Athlétisme) : à Visby, l'Américain James Fuchs porte le record du monde du lancer du poids à 17,90 m. Ce record sera battu deux heures plus tard par James Fuchs lui-même (17,95 m).

### XXesièclede1951à2000
- 1977 :
  - (Athlétisme) : à Nitra, la Tchèque Helena Fibingerová porte le record du monde féminin du lancer du poids à 22,31 m. Cette marque tiendra près de trois ans.
- 1986 :
  - (Athlétisme) : à Berlin, l'Allemand de l'Est Udo Beyer porte le record du monde du lancer du poids à 22,64 m. Cette marque tiendra un an.
- 1989 :
  - (Athlétisme) : à Cologne, le Marocain Said Aouita porte le record du monde du 3 000 mètres à 7 min 29 s 45.
  - (Natation) : à Tokyo, l'Américaine Janet Evans porte le record du monde de natation dames du 800 mètres nage libre à 8 min 16 s 22.

### XXIesiècle
- 2006 :
  - (Natation) : lors de la 4e journée des championnats pan-pacifiques, disputés à Victoria, deux records du monde sont battus :
    - 200 m brasse par Brendan Hansen, qui établit une nouvelle marque de  2 min 08 s 50
    - 200 m 4 nages par Michael Phelps, qui établit une nouvelle marque de 1 min 55 s 84.
- 2016 :
  - (Cyclisme sur route /Tour d'Espagne) : début de la 71e édition du Tour d'Espagne qui est donné à Orense en Galice et qui se terminera le 11 septembre 2016.
  - (Jeux olympiques de Rio 2016) : 18e jour de compétition aux Jeux de Rio.
  - (Rugby à XV /Top 14) : début de la  118e édition  de la saison régulière du Top 14 qui se terminera le 6 mai 2017.
- 2017 :
  - (Cyclisme sur route /Tour d'Espagne) : sur la 2e étape du Tour d'Espagne 2017 qui relie Nîmes à Gruissan, victoire du Belge Yves Lampaert qui s'empare du maillot rouge.
- 2021 :
  - (Cyclisme sur route /Tour d'Espagne) : sur la 7e étape du Tour d'Espagne qui se déroule entre Gandia et Balcón de Alicante, sur une distance de 152 km, victoire de l'Australien Michael Storer. Le Slovène Primož Roglič conserve le maillot rouge.
- 2023 :
  - (Football /Mondial féminin) : en finale de la coupe du monde féminine de football qui se tient au Stadium Australia à Sydney en Australie, victoire de l'Espagne qui s'impose 1-0 face à l'Angleterre.
- 2024 :
  - (Cyclisme sur route /Tour d'Espagne) : sur la 4e étape du Tour d'Espagne qui se déroule  entre Plasencia et le Pico Villuercas en Estrémadure, sur une distance de 167 km, victoire du Slovène Primož Roglič qui s'empare du maillot rouge.

## Naissances

### XIXesiècle
- 1849 : 
  - Charles Hubbard, archer américain. Médaillé d'argent par équipes du Team round 60y aux Jeux de Saint-Louis 1904. († 28 mars 1923).
- 1853 : 
  - Charles Lewis, joueur de rugby à XV gallois. (5 sélections en équipe nationale). († 27 mai 1923).
- 1862 : 
  - Jesse Carleton, golfeur américain. Médaillé de bronze par équipes aux Jeux de Saint-Louis 1904. († 6 décembre 1921).
- 1868 : 
  - Ellen Roosevelt, joueuse de tennis américaine. Victorieuse de l'US open 1890. († 26 septembre 1954).
- 1879 :
  - Alfred Swahn, tireur suédois. Champion olympique du 100m tir au cerf courant coup simple par équipes aux Jeux de Londres 1908, champion olympique du 100m tir au cerf courant coup simple en individuel et par équipes aux Jeux de Stockholm 1912, médaillé d'argent du 100m tir au cerf courant coup double par équipes et du 100m tir au cerf courant coup simple individuel puis médaillé de bronze du tir aux pigeons par équipes aux Jeux d'Anvers 1920, médaillé d'argent du 100m tir au cerf courant coup simple par équipes puis médaillé de bronze du 100m tir au cerf courant coup double individuel et par équipes aux Jeux de Paris 1924. († 16 mars 1931).
- 1891 : 
  - Shizō Kanakuri, athlète de fond japonais. († 13 novembre 1984).
- 1894 : 
  - Josef Straßberger, haltérophile allemand. Champion olympique des +85,5kg aux Jeux d'Amsterdam 1928 et médaillé de bronze aux Jeux de Los Angeles 1932. Champion du monde d'haltérophilie des -82,5kg 1920. Champion d'Europe d'haltérophilie des +82,5kg 1921 et 1929. († 4 octobre 1950).

### XXesièclede1901à1950
- 1902 : 
  - Louis Cluchague, joueur de rugby à XV français. (2 sélections en équipe de France). († 23 juillet 1978).
- 1905 : 
  - André Giriat, rameur français. Médaillé de bronze du deux barré aux Jeux de Los Angeles 1932. († 11 juillet 1967).
- 1906 :
  - Henry Austin, joueur de tennis britannique. Vainqueur des Coupes Davis 1933, 1934, 1935 et 1936. († 20 août 2000).
- 1908 : 
  - Al Lopez, joueur de baseball puis manager américain. († 30 octobre 2005).
- 1922 : 
  - Frans de Munck, footballeur puis entraîneur néerlandais. (31 sélections en équipe nationale). († 24 décembre 2010).
- 1929 :
  - Kevin Heffernan, joueur de football gaélique irlandais. († 25 janvier 2013).
- 1936 : 
  - Kevin Briscoe, joueur de rugby à XV néo-zélandais. (43 sélections en équipe nationale). († 1er avril 2009).
- 1941 : 
  - Marian Szeja, footballeur polonais. Champion olympique aux Jeux de Munich 1972. (20 sélections en équipe nationale). († 25 février 2015).
- 1942 : 
  - Jean Baeza, footballeur français. (8 sélections en équipe de France). († 21 février 2011).
  - Bernd Kannenberg, athlète de marches allemand. Champion olympique du 50km marches aux Jeux de Munich 1972. († 13 janvier 2021).
- 1944 : 
  - Graig Nettles, joueur de baseball américain.
  - Rudolf Thanner, hockeyeur sur glace puis agent de joueur allemand. Champion olympique aux Jeux d'Innsbruck 1976. (118 sélections en équipe nationale). († 9 août 2007).
- 1948 :
  - Daniel Revallier, joueur de rugby à XV français. Vainqueur du Grand Chelem  1981. (14 sélections en équipe de France).
  - Bernhard Russi, skieur alpin suisse. Champion olympique de la descente  aux Jeux de Sapporo 1972 et médaillé d'argent de la descente aux Jeux d'Innsbbruck 1976. Champion du monde de ski de la descente 1970.

### XXesièclede1951à2000
- 1953 :
  - Valentin Raychev, lutteur de libre bulgare. Champion olympique des -74kg aux Jeux de Moscou 1980.
- 1954 :
  - Quinn Buckner, basketteur américain. Champion olympique aux Jeux de Montréal 1976.
- 1957 :
  - Finlay Calder, joueur de rugby à XV écossais. Vainqueur du Grand Chelem 1990. (34 sélections en équipe nationale).
  - Jim Calder, joueur de rugby à XV écossais. Vainqueur du Grand Chelem 1984. (27 sélections en équipe nationale).
- 1960 :
  - Mark Langston, joueur de baseball américain.
- 1962 :
  - Carlos Tapia, footballeur argentin. Champion du monde de football 1986. (10 sélections en équipe nationale).
- 1964 :
  - Giuseppe Giannini, footballeur puis entraîneur italien. (47 sélections en équipe nationale). Sélectionneur de l'Équipe du Liban de 2013 à 2015.
- 1965 : 
  - Ali Dia, footballeur et imposteur sénégalais.
- 1966 :
  - Steven Finn, hockeyeur sur glace canadien.
- 1968 :
  - Brett Angell, footballeur anglais.
  - Abdelatif Benazzi, joueur de rugby à XV franco-marocain. Vainqueur du Tournoi des cinq nations 1993 et du Grand Chelem 1997. (78 sélections en équipe de France et 1 avec l'équipe du Maroc).
  - Klas Ingesson, footballeur puis entraîneur suédois. (57 sélections en équipe nationale). († 29 octobre 2014).
  - Elena Välbe, skieuse de fond russe. Championne olympique du relais 4×5km puis médaillée de bronze du 5km classique, du 15km libre, du 30km classique et du 10km poursuite aux Jeux d'Albertville 1992 puis championne olympique du relais 4×5km aux Jeux de Lillehammer 1994 et aux Jeux de Nagano 1998. Championne du monde de ski de fond du 10km libre et du 30km libre 1989, Championne du monde de ski de fond du 10km libre, du 15km classique et du relais 4×5 km 1991, Championne du monde de ski de fond du 15km classique et du relais 4×5 km 1993, Championne du monde de ski de fond du 30km libre et du relais 4×5 km 1995 et Championne du monde de ski de fond du 5km classique, du 15km libre, du 30km classique, du relais 4×5 km et du 15 km poursuite 1997.
- 1970 :
  - Els Callens, joueuse tennis belge. Médaillée de bronze du double dames aux Jeux de Sydney 2000. Victorieuse de la Fed Cup 2001.
- 1971 :
  - Nenad Bjelica, footballeur puis entraîneur croate. (9 sélections en équipe nationale).
- 1972 :
  - Derrick Alston, basketteur américain. Vainqueur de la Coupe Korać 1999 et de l'EuroCoupe 2006.
  - Scott Quinnell, joueur de rugby à XV gallois. Vainqueur du Tournoi des cinq nations 1994. (52 sélections en équipe nationale).
- 1973 :
  - Todd Helton, joueur de baseball américain.
- 1974 :
  - Jitka Klimková, footballeuse et entraîneuse slovaque puis tchèque. (8 sélections avec l'équipe de Slovaquie  et 2 avec celle de République tchèque).
- 1976 :
  - Chris Drury, hockeyeur sur glace américain. Médaillé d'argent aux Jeux de Salt Lake City 2002 et aux Jeux de Vancouver 2010.
- 1977 :
  - Felipe Contepomi, joueur de rugby à XV argentin. Vainqueur de la Coupe d'Europe 2009. (69 sélections en équipe nationale).
  - Henning Stensrud, sauteur à ski norvégien.
- 1978 :
  - Alberto Martín, joueur de tennis espagnol.
  - Sitapha Savané, basketteur sénégalais.
- 1979 :
  - Denis Špoljarić, handballeur croate. Champion olympique aux Jeux d'Athènes 2004. Champion du monde de handball 2003. (131 sélections en équipe nationale).
- 1980 :
  - Samuel Dumoulin, cycliste sur route français.
  - Felix Limo, athlète de fond kényan. Vainqueur du Marathon de Berlin 2004, du Marathon de Chicago 2005 et du Marathon de Londres 2006.
- 1981 :
  - Bernard Mendy, footballeur français. (3 sélections en Équipe de France).
- 1983 :
  - Claudine Schaul, joueuse de tennis luxembourgeoise.
  - Nicolás Vergallo, joueur de rugby à XV argentin. (35 sélections en équipe nationale).
- 1984 :
  - Laura Georges, footballeuse française. Victorieuse des Ligue des champions féminine 2011 et 2012. (181 sélections en équipe de France).
- 1985 :
  - Aslı Çakır Alptekin, athlète de demi-fond turque.
  - Thomas Domingo, joueur de rugby à XV français. Vainqueur du Grand Chelem 2010 et du Challenge européen 2007. (36 sélections en équipe de France).
  - Stephen Ward, footballeur irlandais. (35 sélections en équipe nationale).
- 1986 :
  - Julien Fouchard, cycliste sur route français.
  - Damien Gaudin, cycliste sur piste et sur route français.
  - Daniel Martin, cycliste sur route irlandais. Vainqueur du Tour de Pologne 2010, du Tour de Catalogne 2013, de Liège-Bastogne-Liège 2013 et du Tour de Lombardie 2014.
- 1987 :
  - Leanid Karneyenka, fondeur biélorusse.
- 1988 :
  - Jerryd Bayless, basketteur américain.
  - Marat Kalimouline, hockeyeur sur glace russe. († 7 septembre 2011).
  - Yu Yamamoto, joueuse de softball japonaise. Championne du monde en 2014 puis vice-championne du monde en 2016 et en 2018. Championne olympique en 2020 lors des Jeux de Tokyo.
- 1989 :
  - Jens Debusschere, cycliste sur route belge.
  - Silas Kiplagat, athlète de demi-fond kényan.
  - Marion Mancion, footballeuse française.
  - Judd Trump, joueur de snooker anglais. Champion du monde de snooker 2019. Vainqueur des Masters de snooker 2019 et 2023
- 1990 :
  - Leigh Griffiths, footballeur écossais. (22 sélections en équipe nationale).
  - Ranomi Kromowidjojo, nageuse néerlandaise. Championne olympique du relais 4×100m aux Jeux de Pékin 2008 et championne olympique du 50m et du 100m nage libre puis médaillée d'argent du relais 4×100m nage libre aux Jeux de Londres 2012. Championne du monde de natation du relais 4×100m nage libre 2009 et 2011 puis championne du monde de natation du 50m nage libre 2013. Championne d'Europe de natation du relais 4×100m nage libre 2008 puis championne d'Europe de natation du 50m nage libre, du relais 4×100m nage libre et du relais mixte 4×100m nage libre 2016 puis du 50 m nage libre et du 50 m papillon 2020.
  - Gašper Marguč, handballeur slovène. (121 sélections en équipe de Slovénie).
- 1991 :
  - Cory Joseph, basketteur canadien.
  - Barbara Nelen, hockeyeuse sur gazon belge. (223 sélections en équipe nationale).
  - Jules Plisson, joueur de rugby à XV français. Vainqueur du Challenge européen 2017 et de la Coupe d'Europe de rugby à XV 2022. (18 sélections en équipe de France).
- 1992 :
  - Filip Ivić, handballeur croate. (52 sélections en équipe nationale).
  - Pieter-Steph du Toit, joueur de rugby à XV sud-africain. Champion du monde de rugby à XV 2019 et 2023. Vainqueur du The Rugby Championship 2019. (76 sélections en équipe nationale).
- 1993 :
  - Laura Glauser, handballeuse française. Médaillée d'argent aux Jeux de Rio 2016 et aux Jeux de Paris 2024. Vice-championne du monde 2021 et championne du monde 2023. Médaillée de bronze à l'Euro de handball féminin 2016, championne d'Europe féminin de handball 2018 et vice-championne d'Europe 2022. (132 sélections en équipe de France).
  - Svenja Würth, sauteuse à ski et skieuse de nordique allemande. Championne du monde de saut à ski par équipes mixte 2017.
- 1995 :
  - Magnus Landin Jacobsen, handballeur danois. Médaillé d'argent aux Jeux de Tokyo 2020. Champion du monde masculin de handball 2019, 2021 et 2023. Vainqueur de la Ligue des champions 2020. (132 sélections en équipe nationale).
- 1996 :
  - Angelo Fulgini, footballeur franco-ivoirien.
- 1997 :
  - Szymon Sićko, handballeur polonais. (15 sélections en équipe nationale).

### XXIesiècle
- 2002 :
  - Léo Barré, joueur de rugby à XV français. (4 sélections en équipe de France).
- 2003 :
  - Andre Brooks, footballeur anglais.
- 2004 :
  - Santiago Silva, footballeur uruguayen.

## Décès

### XXesièclede1901à1950
- 1926 :  
  - William Trew, 48 ans, joueur de rugby à XV gallois. Vainqueur du Tournoi britannique 1900, 1905, 1906, 1908 et 1909 et du Grand Chelem 1911. (° 1er juillet 1878).
- 1930 :  
  - Charles Bannerman, 81 ans, joueur de cricket australien. (3 sélections en Test cricket). (° 3 juillet 1851).
- 1932 : 
  - Henri Wijnoldy-Daniëls, 42 ans, épéiste, fleurettiste et sabreur néerlandais. Médaillé de bronze du sabre par équipes aux Jeux d'Anvers 1920 et aux Jeux de Paris 1924. (° 26 novembre 1889).
- 1945 :
  - Jack Marks, 60 ans, hockeyeur sur glace canadien. (° 11 juin 1885).

### XXesièclede1951à2000
- 1955 : 
  - Mike Grant, 81 ans, hockeyeur sur glace canadien. (° 27 novembre 1873).
- 1964 : 
  - Émile Cornic, 70 ans, épéiste français. Médaillé d'argent par équipes aux Jeux d'Anvers 1920. (° 23 février 1894).
- 1965 : 
  - George Oliver, 82 ans, golfeur américain. Médaillé de bronze par équipes aux Jeux de saint-Louis 1904. (° 18 janvier 1883).
- 1969 :  
  - Marty Barry, 63 ans, hockeyeur sur glace puis entraîneur canadien. (° 8 décembre 1905).
- 1996 :
  - Beverley Whitfield, 42 ans, nageuse australienne. Championne olympique du 200m brasse et médaillée de bronze du 100m brasse aux Jeux de Munich 1972. (° 15 juin 1954).

### XXIesiècle
- 2005 : 
  - Thomas Herrion, 23 ans, joueur de foot U.S. américain. (° 15 décembre 1981).
- 2008 : 
  - Gene Upshaw, 63 ans, joueur de foot U.S américain. (° 15 août 1945).
- 2017 :
  - Velichko Cholakov, 35 ans, haltérophile bulgare puis azerbaïdjanais. Médaillé de bronze des +105 kg aux Jeux d'Athènes 2004. Champion d'Europe d'haltérophilie des + 105 kg 2004. (° 12 janvier 1982).
  - Colin Meads, 81 ans, joueur de rugby à XV néo-zélandais. (55 sélections en équipe nationale).  (° 3 juin 1936).